# Crusheen
Crusheen (Iers:Croisín) is een dorp in County Clare, Ierland.
Crusheen maakt deel uit van de parochie Crusheen, ook wel Crusheen-Inchicronan genoemd. De parochie zelf maakt deel uit van de "Imeall Bóirne"-cluster van parochies binnen het Bisdom Killaloe.
De N18, een snelweg die loopt tussen de steden Limerick en Galway, passeert ten westen van het dorp. De regionale weg R458, de oude route van de N18, loopt dwars door het dorp.

## Voorzieningen
Crusheen heeft een lagere school, een dorpshuis (voormalige lagere school), winkels, pubs. De lokale Gaelic sport club is Crusheen GAA. De katholieke kerk is de St. Cronan Church.

## Bekende personen
- Gerard Nash - vroeger pastoor in Crusheen, sinds 2021 bisschop van het Bisdom Ferns

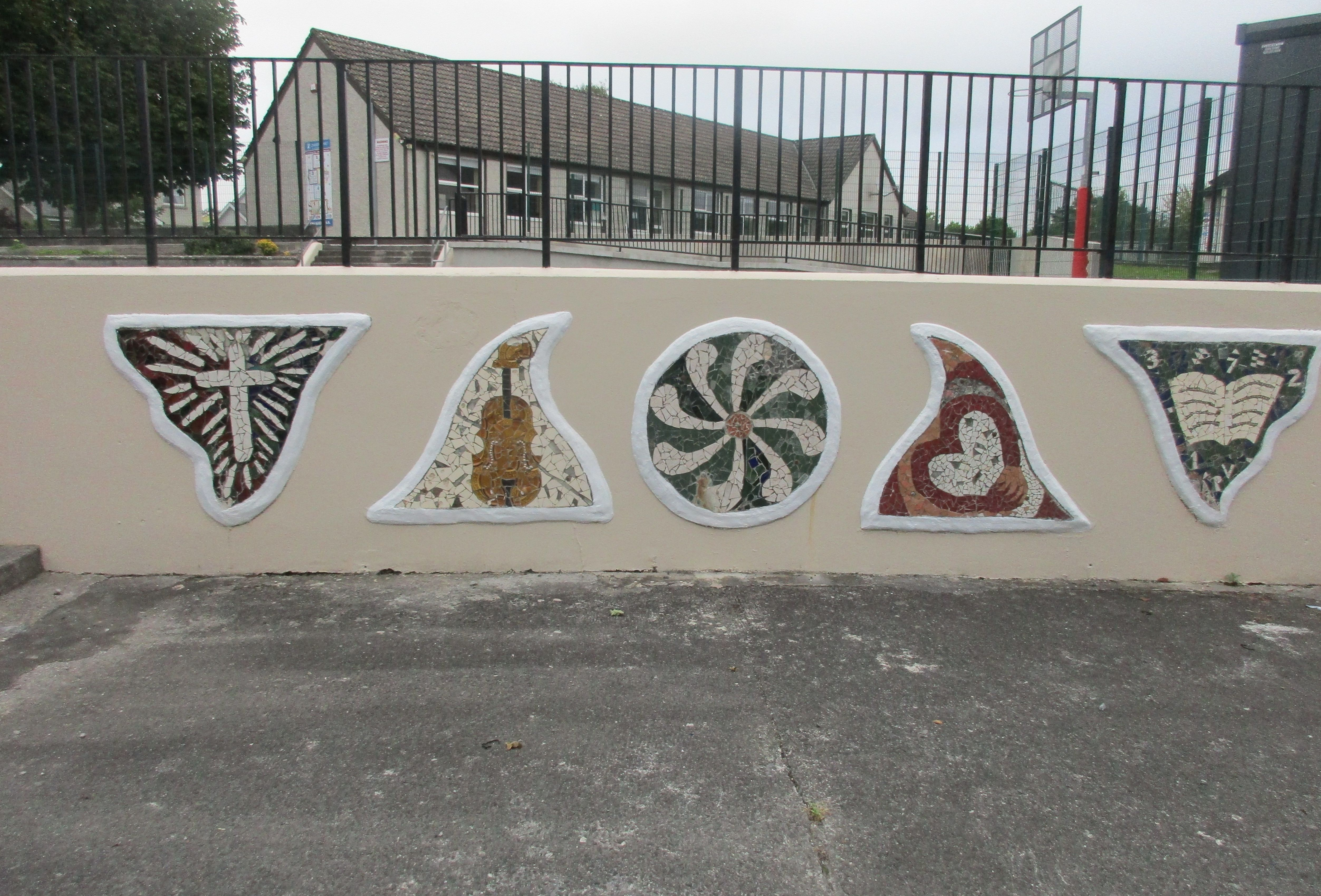
De huidige lagere school
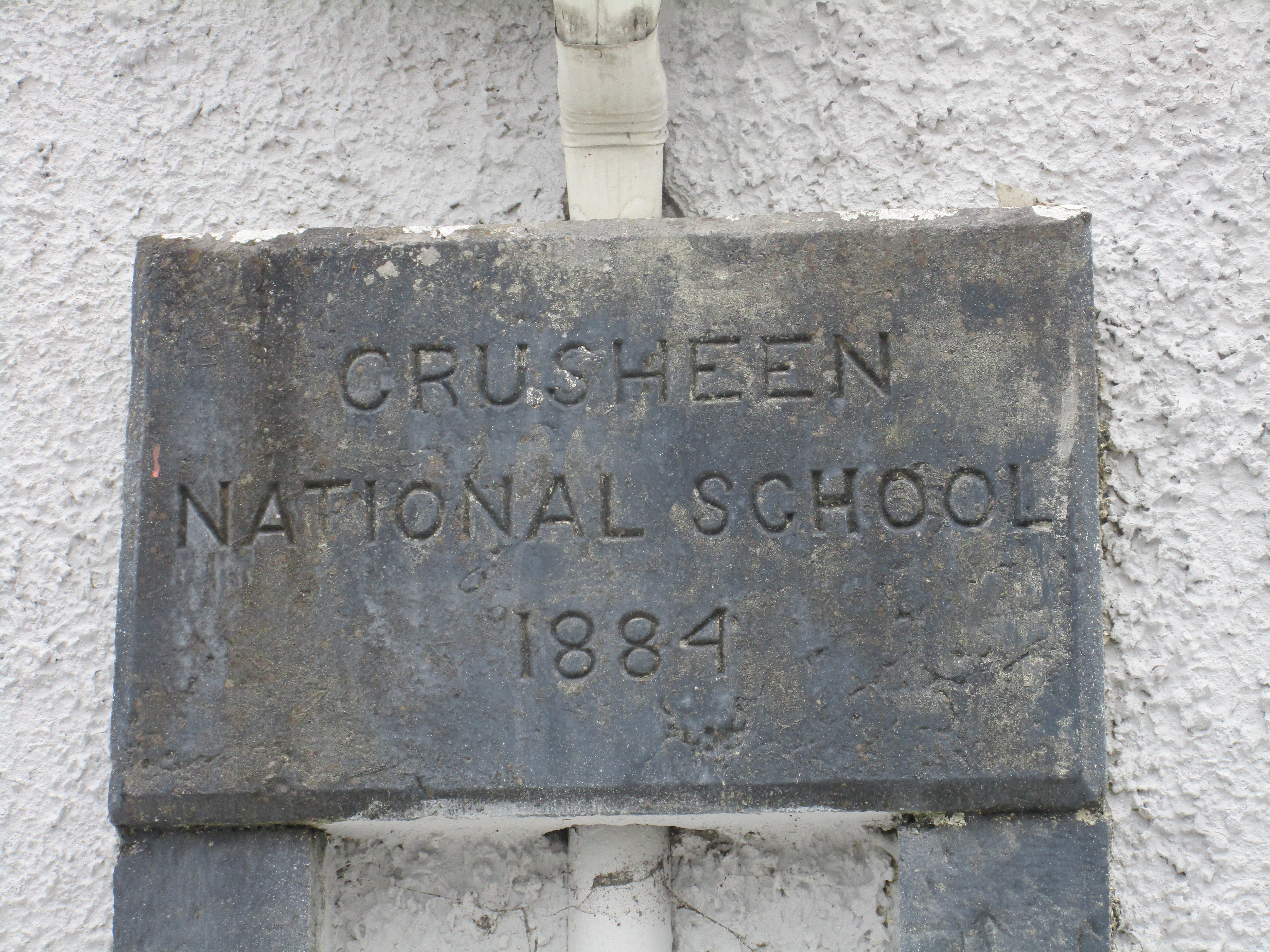
De plaquette van de oude lagere school, nu dorpshuis
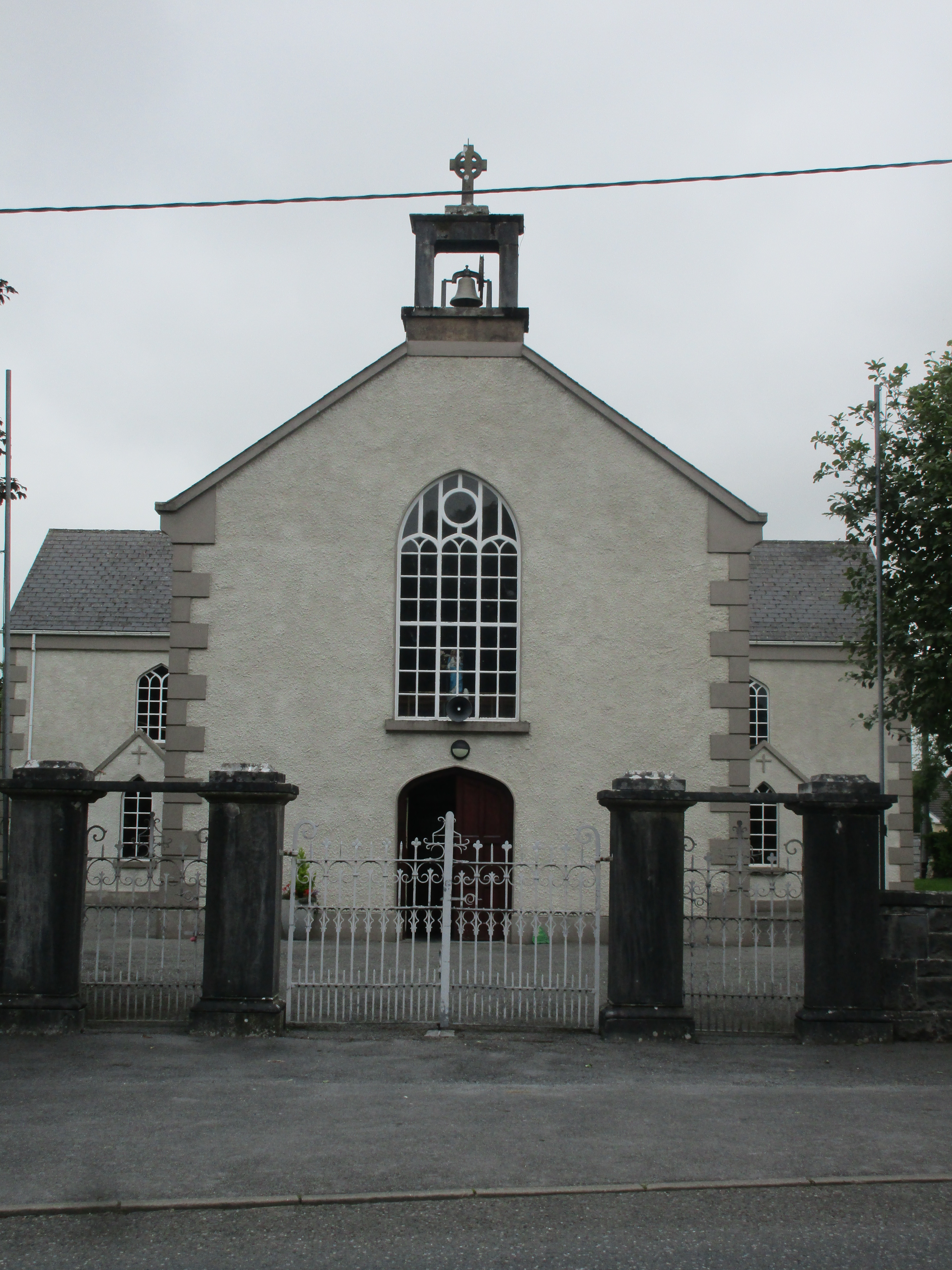
St. Cronan Church
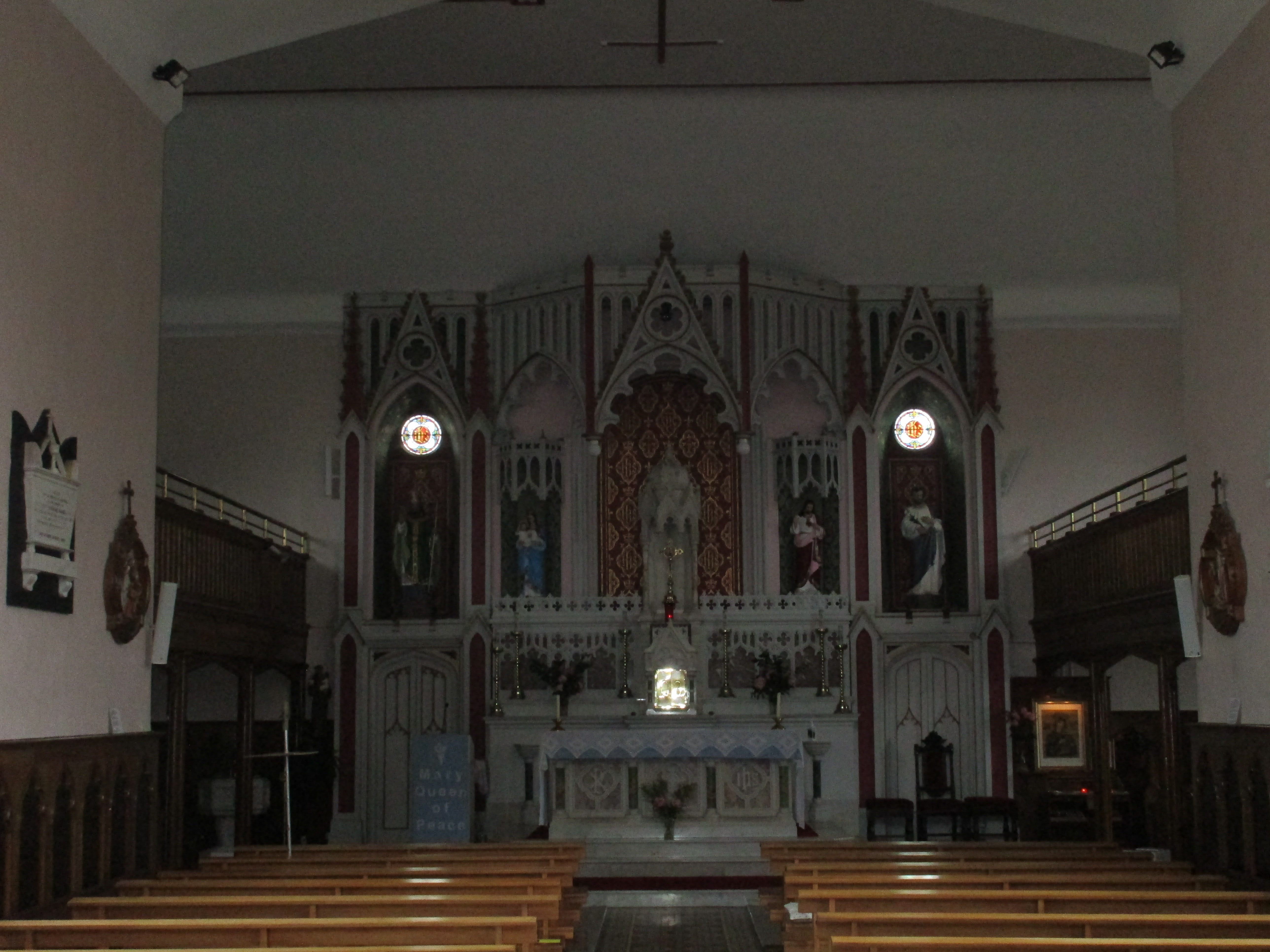
Het altaar van St. Cronan Church